# Spůle (Čkyně)
Spůle je malá vesnice, část obce Čkyně v okrese Prachatice v Jihočeském kraji. Nachází se asi 2,5 kilometru jihozápadně od Čkyně. Je zde evidováno 24 adres. V roce 2011 zde trvale žilo 62 obyvatel.
Spůle leží v katastrálním území Spůle u Čkyně o rozloze 1,77 km².

## Název
Název Spůle je zřejmě odvozen ze staršího tvaru Spole či Spolí. Ty vznikly odvozením ze staroslovanského slova polъ „polovice“, doplněním předložky modifikováno na spolъ „z polovice“, následně doplněním přípony spolьje („spolné“, „společné“).

## Historie
První písemná zmínka o vesnici pochází z roku 1544.

## Obyvatelstvo
| Rok            | 1869 | 1880 | 1890 | 1900 | 1910 | 1921 | 1930 | 1950 | 1961 | 1970 | 1980 | 1991 | 2001 | 2011 | 2021 |
| -------------- | ---- | ---- | ---- | ---- | ---- | ---- | ---- | ---- | ---- | ---- | ---- | ---- | ---- | ---- | ---- |
| Počet obyvatel | 151  | 159  | 155  | 145  | 146  | 147  | 109  | 87   | 76   | 59   | 51   | 38   | 47   | 62   | 63   |
| Počet domů     | 21   | 21   | 22   | 22   | 22   | 22   | 23   | 23   | 23   | 17   | 17   | 21   | 21   | 19   | 24   |

## Obecní správa
Při sčítání lidu v letech 1850–1962 Spůle byla osadou obce Dolany, se kterým patřila nejprve do okresu Prachatice, ale od roku 1950 v okrese Vimperk. Od roku 1963 je částí obce Čkyně v okrese Prachatice.

## Pamětihodnosti
- Kaple svatých Jana a Pavla